# Märkische Höhe
Märkische Höhe település Németországban, azon belül Brandenburgban. Lakosainak száma 592 fő (2023. december 31.).

## Népesség
A település népességének változása:
| Lakosok száma | 590  | 565  | 567  | 606  | 606  | 592  |
|               | 2014 | 2017 | 2019 | 2021 | 2022 | 2023 |